# لويزا نويباور
لويزا ماري نُوْيباور (مواليد 21 أبريل 1996) ناشطة ألمانية في مجال المناخ. وهي واحدة من المنظمين الرئيسيين للإضراب المدرسي لحركة المناخ في ألمانيا، حيث يشار إليها عادة باسمها البديل الجمعة من أجل المستقبل. وهي تدعو إلى سياسة مناخية تمتثل لاتفاقية باريس وتتجاوزها وتؤيد تراجع النمو. نيوباور عضو في تحالف 90 / الخضر والشباب الأخضر.

## حياتها
وُلِدت نويباور في هامبورغ وكانت الأصغر بين أربعة أشقاء. والدتها ممرضة. كانت جدتها متزوجة من فيكو ريمتسما، المالك السابق لأحد أكبر مصنعي التبغ والسجائر في أوروبا. انخرطت جدتها في الحركة المناهضة للأسلحة النووية في الثمانينيات ، حيث قامت بتوعية لويزا نيوباور بمشكلة المناخ ومنحتها نصيبها من جمعية تاز التعاونية. يعيش اثنان من أشقائها الثلاثة في لندن. ابنة عمها كارلا ريمتسما ناشطة مناخية أيضًا.
نشأت نويباور في منطقة هامبورغ إيزربروك وأكملت شهادتها الثانوية في مدرسة ماريون دونهوف للألعاب الرياضية في هامبورغ بلانكنيز في عام 2014. في العام الذي أعقب تخرجها عملت في مشروع مساعدات التنمية في تنزانيا وفي مزرعة بيئية في إنجلترا. في عام 2015 بدأت دراسة الجغرافيا في جامعة غوتنغن. أكملت فصلًا دراسيًا في الخارج في كلية لندن الجامعية وحصلت على منح دراسية من الحكومة الألمانية ومن التحالف 90 / مؤسسة هاينريش بول التابعة للخضر. في عام 2020 أكملت دراستها بدرجة بكالوريوس في العلوم.

### النشاط المبكر
كانت نويباور سفيراً للشباب لمنظمة ONE غير الحكومية منذ عام 2016. كما كانت نشطة أيضًا في مؤسسة حقوق الأجيال القادمة، ومؤسسة جائزة الحق في العيش، وعملت على إطلاق حمله أجبرت من خلالها جامعة غوتنغن على التوقف عن الاستثمار في الصناعات التي تجني المال من الفحم أو النفط أو الغاز.

### الجمعة من أجل المستقبل
اعتبارًا من بداية عام 2019، أصبحت نيوباور معروفة كواحدة من النشطاء الرائدين في حركة الجمعة من أجل المستقبل. تشير إليها العديد من وسائل الإعلام على أنها «الوجه الألماني للحركة». ترفض نويباور مقارنات بينها وبين منظمي الإضراب الآخرين مع جريتا ثونبرج، قائلة: "إننا نبني حركة جماهيرية ونسعى بعيدًا إلى حد بعيد في أساليبنا للتعبئة وجذب الانتباه. ما تفعله غريتا هو مصدر إلهام بشكل لا يصدق ولكنه في الواقع بعيد نسبيًا عن واقع الحياة البيئية."

## الانتقادات
- تلقت نويباور تغطية صحفية سلبية لرحلاتها الجوية السابقة إلى دول في جميع أنحاء العالم؛ ردت بأن أي انتقاد لاستهلاكها الشخصي يصرف الانتباه عن القضايا الهيكلية والسياسية الأكبر.[13]
- اتهمها ألكسندر ستراسنر، أستاذة العلوم السياسية في جامعة ريغنسبورغ، باستخدام مصطلح «كبار السن من الرجال البيض» كمرادف للأشخاص ذوي الآراء المختلفة لتشويه سمعة الأشخاص ذوي الآراء المختلفة.[14]